# 1-й армейский корпус (Австро-Венгрия)
1-й армейский корпус (нем. I. Armeekorps) — австро-венгерский армейский корпус, действовавший в годы первой мировой войны. 1-й армейский корпус состоял из 2 общеимперских и 1 ландверной пехотной дивизий, 1 корпуса артиллерийской поддержки, 1 пионерного батальона, 1 артиллерийского парка, 1 телеграфного отделения, 1 телефон. отделения, 1 инженерного парка, 1 полевого госпиталя, 1 продовольственной колонны, 1 полевой хлебопекарни, 1 обозного парка и 1 обозного эскадрона.

## История формирования корпуса
В начале Первой мировой войны корпус нес ответственность за западную Галицию, Силезию и Северную Моравию.
Округом корпуса были: Оломоуц, Тарнув, Тешин, Опава и Вадовице.

## Организация дивизии
1905 год
- 5-я пехотная дивизия (Оломоуц)

апрель 1914 года
- 5-я пехотная дивизия

## Боевой и личный состав на 1 мая 1915 года
- 92-я стрелковая бригада (92 сбр): генерал-майор Хаас
- 16-я кавалерийская бригада (16 кбр): оберст фон Кирш[пол.]